# Santi Cerdán
Santiago Cerdán Cerigüel (nacido en Huesca, Aragón en 1994) es un entrenador español de baloncesto que actualmente dirige al equipó de Club Baloncesto Benicarló de la Liga LEB Plata.

## Trayectoria
Es un entrenador de baloncesto formado en las categorías inferiores del CB Peñas Huesca.
En 2017, se convierte en entrenador ayudante del CB Peñas Huesca de la Liga LEB Oro, en el que estuvo durante 5 años ocupando dicho cargo formando parte de los cuerpos técnicos de Guillermo Arenas, David Gómez Muñoz, Óscar Lata, Sergio Lamúa y Carlos Lanau, hasta que en la temporada 2021-2022, el equipo descendió a liga LEB Plata. 
En 2019 dirige al equipo junior masculino oscense al que clasificó para el Campeonato de España de clubes que se disputó en Zaragoza.
El 11 de julio de 2022, la dirección del CB Peñas Huesca apuesta por Santi para que lidere el proyecto en la LEB Plata como entrenador jefe, consiguiendo el objetivo marcado de la permanencia.
En la temporada 2023-24, firma como segundo  entrenador de Adrià Alonso en el Club Baloncesto Benicarló de la Liga LEB Plata.
El 9 de mayo de 2024, se convierte en entrenador principal del Club Baloncesto Benicarló de la Liga LEB Plata.

## Clubs
- 2017-22 Levitec Huesca. Liga LEB Oro. Entrenador ayudante
- 2022-23 Levitec Huesca. Liga LEB Plata. Entrenador
- 2023-24 Club Baloncesto Benicarló. Liga LEB Plata. Entrenador ayudante
- 2024-actualidad Club Baloncesto Benicarló. Liga LEB Plata. Entrenador